# Muffert (Schiff)
Die Muffert war das einzige Fahrgastschiff auf dem Diemelsee und wurde als Ausflugsschiff im Linienverkehr und für Sonderfahrten eingesetzt. Das Schiff wurde von Seerundfahrten und Bootsverleih Diemelsee betrieben. 2024 wurde das Schiff nach Polen verkauft.

## Geschichte
Das Schiff wurde im Jahr 1966 auf der niederländischen Schiffswerft Jonkerpaans in Dordrecht (die von 1961 bis 1980 bestand) für den Einsatz auf der Werra gebaut und mit der Bahn dorthin transportiert. Unter dem Namen Rothestein – nach dem namensgebenden Schloss Rothestein bei Bad Sooden-Allendorf – wurde sie im Juli 1966 in Dienst gestellt und wahrscheinlich von Bad Sooden-Allendorf aus eingesetzt. Im Winter 1978/79 wurde das Boot an den Diemelsee verkauft, verlängert und erhielt den Namen St. Muffert nach dem Aussichtspunkt am Diemelsee.
Nach dem nächsten Verkauf etwa 2007 verkürzte der jetzige Betreiber Stefan Koch den Namen des Schiffes in Muffert und ließ es noch einmal auf die heutigen Maße verlängern, so dass heute 115 Fahrgäste befördert werden können. Im Sommerhalbjahr fährt das Schiff vier Mal täglich im Rundverkehr auf dem Diemelsee. Die Route führt von der Hauptanlegestelle am Großparkplatz Diemeltalsperre nahe der Sperrmauer mit einem Zwischenhalt am Badestrand Heringhausen zurück zur Staumauer. Ergänzt wird das Fahrtenprogramm durch Charterfahrten wie etwa für Hochzeiten.
Nach 45 Jahren endete 2024 die Personenschifffahrt auf dem Diemelsee. Das Fahrgastschiff Muffert musste den Betrieb einstellen, da sich im Januar die EU-Besatzungsverordnung für Binnenschiffe auf Bundeswasserstraßen geändert hatte. Weil der Diemelsee eine Bundeswasserstraße ist, sollten drei nautisch ausgebildete Besatzungsmitglieder an Bord.  Nach Protesten auch aus der Politik senkte die zuständigen Generaldirektion Wasserstraßen und Schifffahrt die Anforderung auf zwei nautisch ausgebildete Besatzungsmitglieder. Doch die Personenschifffahrt blieb unwirtschaftlich und wurde eingestellt. Im September 2024 wurde die Muffert nach Polen transportiert, um auf der Weichsel mit ihren beiden Nebenflüssen Dunajec und Nida sowie auf der Oder eingesetzt zu werden.

## Das Schiff
Das Schiff war bei Ablieferung der Werft 11,50 Meter lang und konnte 56 Fahrgäste befördern. Mit den Besitzerwechseln folgte jedes Mal ein Umbau: Nach dem Verkauf vom Winter 1978/79 ließ der neue Besitzer das Schiff um einen Meter verlängern und verbreitern. Zudem erhielt das Schiff 1993 ein begehbares Oberdeck. Die Abmessungen betrugen anschließend 12,25 Meter Länge, 4,45 Meter Breite und 0,80 Meter Tiefgang. Die heutigen Maße stammen vom zweiten Umbau 2007: Es ist 17,50 Meter lang und 4,65 Meter breit bei einem Tiefgang von 0,80 Metern. Die Kapazität liegt bei 115 Fahrgästen. Ob die Muffert weiterhin vom ursprünglichen 60-PS-Dieselmotor angetrieben wird, ist zu klären.